# Rubber Duck Lake
Der Rubber Duck Lake ist ein kleiner See von intensiver blauer Färbung an der Ingrid-Christensen-Küste des ostantarktischen Prinzessin-Elisabeth-Lands. Er liegt nordnordöstlich des Lake Nicholson in den Vestfoldbergen.
Australische Wissenschaftler benannten ihn 2012 so, da seine Form an diejenige einer Gummiente (englisch rubber duck) erinnert.